# Samuel Venegas
Samuel Venegas Rubio (1 de abril de 1938) es un empresario y político chileno, exmilitante del Partido Radical Socialdemócrata (PRSD). Fue elegido diputado de la República de Chile en 1993 para el período 1994-1998, y ha sido reelecto en 1997, 2001 y 2005. Fue candidato a Consejero Regional el 2017 por el Partido Socialista (PS), sin resultar electo.

## Biografía
Nació el 1 de abril de 1938, en Navidad, provincia de Colchagua.
Está casado con Liliana Rubio y son padres de cuatro hijos.
Cursó sus estudios básicos en Escuela Pública de Navidad y en la Escuela de Litueche. Continuó los secundarios, en el Liceo Juan Dante Parraguez de San Antonio.

## Trayectoria política
Se inició en política en 1952 al ser electo presidente de curso y delegado al gobierno estudiantil por un año. Entre 1955, fue fundador y primer presidente de la Falange Nacional (FN) en la comuna de Navidad, cargo que ejerció hasta 1957. Ese mismo año, participó en la fundación de la Democracia Cristiana (DC) en su comuna, siendo su primer presidente, hasta el año 1960.
Paralelo a sus cargos políticos, en 1953 fundó el Club Deportivo Navidad, el que también presidió hasta 1956. Este mismo año, se destacó por ser uno de los gestores de la Asociación de Fútbol de Navidad (AFN), que presidió hasta 1958. Entre 1967 y 1971, fue presidente de la Junta de Vecinos N.° 22 San Pedro (comuna de San Antonio) y se integró a la Segunda Compañía de Bomberos de San Antonio. Entre 1970 y 1975, fue miembro del directorio del Club Deportivo y Social San Antonio Unido Portuario (CDSSAUP). En forma simultánea, en 1974, fundó el Club de Ciclismo Horizonte, que presidió hasta 1977. A partir de ese año y hasta 1993, fue presidente honorario del mismo.
En 1963, resultó elegido regidor por la comuna de San Antonio, cargo por el que fue reelecto en 1967 y hasta 1971. En forma simultánea, entre 1964 a 1970, fue coordinador del Plan Habitacional de Autoconstrucción de las Poblaciones Santa Laura, Agustín Krebs y Juana Dip. También, asesoró a cooperativas habitacionales y movilizadores portuarios, Villa Italia, Montemar y Puerto Aduana. Entre 1965 y 1971, fue coordinador de la DC en el Instituto de Desarrollo Agropecuario (INDAP) y en la Asociación de Sindicatos Campesinos en las comunas de Santo Domingo y San Antonio.
En 1970, asumió como generalísimo de la candidatura presidencial de Radomiro Tomic en el Departamento de San Antonio. Asimismo, fue vicepresidente de la Corporación de Desarrollo Social de San Antonio (CDSSA).
Entre 1971 y 1976, presidió la Confederación del Rodado, entidad que reunía a los empresarios de Melipilla y San Antonio. A partir de 1977, presidió la Sociedad de Transporte y Turismo Pullman Bus, cargo en el que se mantuvo hasta 1992. Paralelamente, entre 1978 y 1985, fue vicepresidente provincial de la Cámara de Comercio Mayorista (CCM); entre 1981 y 1987, fue vicepresidente de la Corporación de Desarrollo de San Antonio (CDSA); y entre 1983 y 1986, asumió la vicepresidencia de la Federación Nacional de Dueños de Buses Rurales, Interprovinciales e Internacionales de Chile (Fenabus). En esta entidad presidió la Comisión Laboral, entre 1988 y 1991. A partir de 1995, presidió la Federación de Organizaciones Sociales de San Antonio (FOSANPROSALUD).
En 1989, fue distinguido como Hijo Ilustre de la Comuna de San Antonio. En 1992, se le entregó el Diploma de Honor de la Escuela A-462 de Tejas Verdes. En 1995, se integró como miembro y socio honorario de la Fundación Cardiovascular de la V Región, filial San Antonio. También es socio del Club de Rayuela de San Antonio.
En el ámbito político, entre 1988 y 1990, fue consejero provincial de la DC y entre junio y diciembre de ese último año, fue primer vicepresidente comunal en San Antonio. Entre 1990 a 1992, fue presidente provincial de la misma zona, reelecto para los periodos 1993 a 1995 y 1995 a 1997.
En diciembre de 1993, fue elegido diputado por la Región de Valparaíso en representación de su colectividad (para el período legislativo 1994-1998), por el distrito N.° 15, correspondiente a las comunas de Algarrobo, Cartagena, Casablanca, El Tabo, El Quisco, San Antonio, y Santo Domingo. Integró las comisiones permanentes de Obras Públicas, Transportes y Telecomunicaciones, como diputado reemplazante, y de Vivienda y Desarrollo de Urbano; además de la Comisión Investigadora de Irregularidades en el Servicio de Aduanas de Los Andes; la Comisión Especial de Desarrollo de la V Región; y la Comisión Mixta que Analizó el Proyecto de Ley que modificó la Ley de Tránsito. También fue parte del Comité Suplente de la Bancada de Diputados de la Democracia Cristiana.
En diciembre de 1997, fue reelecto diputado por el mismo Distrito (período legislativo 1998-2002). Mantuvo su trabajo en la Comisión Permanente de Vivienda y Desarrollo Urbano e integró la Comisión Mixta que Analizó el Proyecto de Ley que Modifica la Ley del Tránsito.
En 1998, retiró su militancia del Partido Demócrata Cristiano y se integró al Partido Radical Social Demócrata (PRSD).
En diciembre de 2001, fue nuevamente electo diputado en representación del PRSD por su mismo distrito (para el período legislativo 2002-2006). Integró las comisiones permanentes de Ciencia y Tecnología; y de Pesca, Acuicultura e Intereses Marítimos, que presidió. Participó en la Comisión Especial de la Pequeña y Mediana Empresa (PYME), y en la Comisión Investigadora sobre Irregularidades en Servicio de Aduanas de Los Andes.
En diciembre de 2005, consiguió su cuarta reelección por el PRSD en el mismo distrito (para el período legislativo 2006-2010). Integró las comisiones permanentes de Obras Públicas, Transportes y Telecomunicaciones, y de Pesca, Acuicultura e Intereses Marítimos; y de Micro, Pequeña y Mediana Empresa (PYME); además de las comisiones investigadoras sobre Accionar de la Dirección del Trabajo, y sobre Platas Públicas entregadas a la Corporación de Desarrollo de Arica y Parinacota (CORDAP). Participó en la Comisión Especial de la Pequeña y Mediana Empresa (PYME). Formó parte del Comité Parlamentario del PRSD.
Integró los grupos interparlamentarios chileno-brasileño; chileno-colombiano; chileno-holandés; chileno-mexicano; chileno-rumano; y chileno-noruego.
En septiembre de 2009, renunció al Partido Radical Social Demócrata (PRSD), manteniéndose como independiente. Para las elecciones parlamentarias del mismo año, decidió no repostularse a la Cámara.
Fue candidato a Consejero Regional (CORE) por San Antonio en 2013, no resultando electo. Reemplazó como CORE en 2016 al fallecido Pedro Piña Mateluna. En diciembre de 2017 se presentó como candidato nuevamente a Consejero Regional, como independiente con el apoyo del Partido Socialista (PS), sin resultar elegido.

## Historial electoral

### Elecciones parlamentarias de 1993
- Elecciones parlamentarias de 1993, distrito 15 (Algarrobo, Cartagena, Casablanca, El Quisco, El Tabo, San Antonio y Santo Domingo).[2]

### Elecciones parlamentarias de 1997
- Elecciones parlamentarias de 1997, distrito 15 (Algarrobo, Cartagena, Casablanca, El Quisco, El Tabo, San Antonio y Santo Domingo).[3]

### Elecciones parlamentarias de 2001
- Elecciones parlamentarias de 2001, distrito 15 (Algarrobo, Cartagena, Casablanca, El Quisco, El Tabo, San Antonio y Santo Domingo).[4]

### Elecciones parlamentarias de 2005
- Elecciones parlamentarias de 2005, distrito 15 (Algarrobo, Cartagena, Casablanca, El Quisco, El Tabo, San Antonio y Santo Domingo).[5]

### Elecciones de consejeros regionales de 2013
- Elecciones de CORES de Chile de 2013, Circunscripción Provincial de San Antonio (Algarrobo, Cartagena, Casablanca, El Quisco, El Tabo, San Antonio y Santo Domingo).[5]

### Elecciones de consejeros regionales de 2017
- Elecciones de CORES de Chile de 2017, Circunscripción Provincial de San Antonio (Algarrobo, Cartagena, Casablanca, El Quisco, El Tabo, San Antonio y Santo Domingo).[5]